# Upper Beeding
Upper Beeding è una parrocchia civile di 3 763 abitanti del distretto di Horsham, della contea del West Sussex.

## Infrastrutture e trasporti
Upper Beeding è lambito dalla strada A283 che collega Milford a Shoreham-by-Sea; inoltre da qui incomincia la strada A2037 che collega il paese a Henfield.
Alcune linee di autobus, gestite da Brighton & Hove e Compass Travel, collegano Upper Beeding ai paesi limitrofi.